# موج و مرجان و خارا
موج و مرجان و خارا فیلم مستند ایرانی به کارگردانی مشترک ابراهیم گلستان و آلن پندری است که در سال ۱۳۴۱ ساخته شد.
این فیلم به سفارش شرکت ملی نفت ایران ساخته شد و دربارهٔ عملیاتی است که در ۴ سال برای توسعه منطقه نفت‌خیز گچساران و رساندن خط لوله نفت آن به خارک انجام شده‌است.

## دیگر عوامل
- مدیر فیلم‌برداری: شاهرخ گلستان
- صدا: محمود هنگوال
- تدوین: ابراهیم گلستان
- موسیقی: حسین دهلوی
- مدیر تهیه: فروغ فرخزاد
- محصول: کارگاه فیلم گلستان
- سال ساخت: ۱۳۴۱
- تاریخ اکران: